# Централна банка на Иран
Централната банка на Иран (на персийски: بانک مرکزی جمهوری اسلامی ایران‎) е централна банка основана през 1960 г., осъществяваща посредничество между държавата и частните банки.

## История
Първият орган, който упражнява функциите на централна банка в Иран е основаната от британците през 1889 г. имперска банка на Персия.
През 1927 г. е основана държавна Национална банка на Иран, издаваща националната валута. Централната банка на Иран е основана през август 1960 г., като изземва някои от функциите на Националната банка. Централната банка е преименувана на Централна банка на Ислямска република Иран след революцията от 1979 г.

## Особености
Днешното банково дело противоречи на някои от принципите на исляма, за това в Иран, действа ислямски банков закон, приет от Ислямското консултативно събрание през 1983 г. Главната особеност на банковия бизнес в Иран – забрана за лихварство, е строго забранено от Корана: към банката няма никакъв интерес от физически или юридически лица (включително търговски банки) за заем. В допълнение, той забранява някои форми на парични трансакции, като към производството на забранени храни, алкохол, цигари и т.н.
Въпреки ограниченията, банката все пак получава процент, но не от размера на кредита, а от печалбата на кредитираното предприятие.

## Гуверньори
Президентът на Иран предлага гуверньор на централната банка, който трябва да бъде приет от Меджлиса и назначен с президентски указ.
| Име                    | Мандат      |
| ---------------------- | ----------- |
| Ебрахим Кашани         | 1960 – 1961 |
| Али Асгар Пор Хомайон  | 1961 – 1964 |
| Махди Самии            | 1964 – 1969 |
| Ходадад Фарманфармаян  | 1969 – 1970 |
| Махди Самии            | 1970 – 1971 |
| Абдолали Джаханшахи    | 1971 – 1973 |
| Мохамед Йеганех        | 1973 – 1975 |
| Хасан Али Мехран       | 1975 – 1978 |
| Йосеф Хошкиш           | 1978 – 1979 |
| Мохамед Али Молави     | 1979        |
| Алиреза Нобари         | 1979 – 1981 |
| Мохсен Нурбахш         | 1981 – 1986 |
| Маджид Гасеми          | 1986 – 1989 |
| Мохамед Хосейн Адели   | 1989 – 1994 |
| Мохсен Нурбахш         | 1994 – 2003 |
| Мохамед Джавад Вахаджи | 2003        |
| Ебрахим Шейбани        | 2003 – 2007 |
| Тахмасб Мазахери       | 2007 – 2008 |
| Махмуд Бахмани         | 2008 – 2013 |
| Валиола Сеиф           | 2013 –      |